# Cargèse
Cargèse (korsisch Carghjese; italienisch Cargese; griechisch Καργκέζε Kargése) ist eine französische Gemeinde an der Westküste Korsikas mit 1193 Einwohnern (Stand 1. Januar 2022), 50 km nördlich von Ajaccio. Ortschaften der Gemeinde sind neben Cargèse Esigne, Sagone, Rocca Marina, Le Couvent, Marchese, Pancone, Rondolino und Lozzi.

## Geschichte

### Vorgeschichte
Erste Siedlungsspuren finden sich in Cargèse aus der Zeit um 7000–6000 v. Chr. Später wurde die Gegend erst von Iberern und dann von Phöniziern besiedelt. Die Griechen gründeten 565 die Stadt Aleria, welche zum Römischen Reich kam und später von Vandalen heimgesucht wurde und verkam.

### Griechische Neugründung
Am 14. März 1676 landeten drei genuesische Galeeren mit 800 griechischen Flüchtlingen bei Paomia auf Korsika. 1729 während eines allgemeinen Aufstandes der Korsen gegen Genua wurden die griechischen Neuankömmlinge vertrieben. Ihnen wurde 1774 als Ausgleich des Verlustes ihres Eigentums in Paomia das Gebiet von Cargèse zugesprochen. Sie gründeten hier den heutigen Ort Cargèse. 
Ein Teil der Griechen nahm den römisch-katholischen Ritus an, während der andere Teil dem griechisch-katholischen weiter folgt, so dass der Ort heute zwei Kirchen hat: Die 1825–1828 erbaute römisch-katholische Auferstehungskirche und die 1852–1872 erbaute griechisch-katholische Kirche Saint-Spiridon.
|  |  |

Der griechische Dialekt der Flüchtlinge wurde von dem niederländischen Gelehrten G. H. Blanken erforscht.
Seit den 1960er Jahren besteht in Cargèse das Institut d'études scientifiques de Cargèse (IESC), ein auf Initiative des Physikers Maurice Lévy gegründetes Forschungsinstitut.
| Bevölkerungsentwicklung | Bevölkerungsentwicklung | Bevölkerungsentwicklung | Bevölkerungsentwicklung | Bevölkerungsentwicklung | Bevölkerungsentwicklung | Bevölkerungsentwicklung | Bevölkerungsentwicklung | Bevölkerungsentwicklung |
| ----------------------- | ----------------------- | ----------------------- | ----------------------- | ----------------------- | ----------------------- | ----------------------- | ----------------------- | ----------------------- |
| Jahr                    | 1962                    | 1968                    | 1975                    | 1982                    | 1990                    | 1999                    | 2009                    | 2016                    |
| Einwohner               | 665                     | 753                     | 889                     | 998                     | 915                     | 982                     | 1117                    | 1319                    |

## Sehenswürdigkeiten
- Griechisch-katholische und römisch-katholische (lateinische) Kirche
- Ruine der Kathedrale Sant'Appiano in Sagone
- Dolmen von Paomia

## Persönlichkeiten
- Stefano Stefanopoli (1834–1895), katholischer Bischof